# Rhododendron micranthum
Rhododendron micranthum là một loài thực vật có hoa trong họ Thạch nam. Loài này được Turcz. miêu tả khoa học đầu tiên năm 1837.